# Raumankari (ö i Kymmenedalen)
Raumankari är en ö i Finland. Den ligger i Finska viken och i kommunen Kotka i den ekonomiska regionen  Kotka-Fredrikshamn i landskapet Kymmenedalen, i den södra delen av landet. Ön ligger nära Kotka och omkring 110 kilometer öster om Helsingfors.
Öns area är 1,3 hektar och dess största längd är 150 meter i nord-sydlig riktning.